# Lista över UN-nummer 1801 till 1900
Det här är en lista över UN-nummer 1801 till 1900.

## UN 1801 till UN 1898[1]
| UN Number | Class | Proper Shipping Name |
| --------- | ----- | --- |
| UN 1801   | 8     | Oktyltriklorsilan |
| UN 1802   | 8     | Perklorsyra med högst 50 vikt-% syra                                                                                     |
| UN 1803   | 8     | Fenolsulfonsyra, flytande                                                                                                |
| UN 1804   | 8     | Fenyltriklorsilan |
| UN 1805   | 8     | Fosforsyralösning |
| UN 1806   | 8     | Fosforpentaklorid |
| UN 1807   | 8     | Fosforpentoxid |
| UN 1808   | 8     | Fosfortribromid |
| UN 1809   | 6.1   | Fosfortriklorid |
| UN 1810   | 6.1   | Fosforoxiklorid |
| UN 1811   | 8     | Kaliumvätedifluorid, fast                                                                                                |
| UN 1812   | 6.1   | Kaliumfluorid, fast |
| UN 1813   | 8     | Kaliumhydroxid, fast |
| UN 1814   | 8     | Kaliumhydroxid, lösning (kalilut)                                                                                        |
| UN 1815   | 3     | Propionylklorid |
| UN 1816   | 8     | Propyltriklorsilan |
| UN 1817   | 8     | Pyrosulfurylklorid |
| UN 1818   | 8     | Kiseltetraklorid |
| UN 1819   | 8     | Natriumaluminat, lösning                                                                                                 |
| UN 1823   | 8     | Natriumhydroxid, fast (kaustiksoda)                                                                                      |
| UN 1824   | 8     | Natriumhydroxid, lösning (natronlut)                                                                                     |
| UN 1825   | 8     | Natriummonoxid |
| UN 1826   | 8     | Nitrersyrablandning, använd, med mer än 50 % salpetersyra eller Nitrersyrablandning, använd, med högst 50 % salpetersyra |
| UN 1827   | 8     | Tenntetraklorid, vattenfri                                                                                               |
| UN 1828   | 8     | Svavelklorider |
| UN 1829   | 8     | Svaveltrioxid, stabiliserad                                                                                              |
| UN 1830   | 8     | Svavelsyra, med över 51 % syra                                                                                           |
| UN 1831   | 8     | Svavelsyra, rykande (oleum)                                                                                              |
| UN 1832   | 8     | Svavelsyra, använd |
| UN 1833   | 8     | Svavelsyrlighet |
| UN 1834   | 6.1   | Sulfurylklorid |
| UN 1835   | 8     | Tetrametylammoniumhydroxid, lösning                                                                                      |
| UN 1836   | 8     | Tionylklorid |
| UN 1837   | 8     | Tiofosforylklorid |
| UN 1838   | 8     | Titantetraklorid |
| UN 1839   | 8     | Triklorättiksyra |
| UN 1840   | 8     | Zinkklorid, lösning |
| UN 1841   | 9     | Acetaldehydammoniak |
| UN 1843   | 6.1   | Ammoniumdintro-o-kresolat, fast                                                                                          |
| UN 1845   | 9     | Koldioxid, fast (torris)                                                                                                 |
| UN 1846   | 6.1   | Koltetraklorid |
| UN 1847   | 8     | Kaliumsulfid, hydratiserad med minst 30 % kristallvatten                                                                 |
| UN 1848   | 8     | Propionsyra, med minst 10 vikt-% men under 90 vikt-% syra                                                                |
| UN 1849   | 8     | Natriumsulfid, hydratiserad med minst 30 % kristallvatten                                                                |
| UN 1851   | 6.1   | Läkemedel, flytande, giftigt, n.o.s.                                                                                     |
| UN 1854   | 4.2   | Bariumlegeringar, pyrofora                                                                                               |
| UN 1855   | 2     | Kalcium, pyrofort eller kalciumlegering, pyrofora                                                                        |
| UN 1856   | 4.2   | Trasor, oljiga |
| UN 1857   | 4.2   | Textilavfall, vått |
| UN 1858   | 2.2   | Hexafluorpropylen eller Köldmedium R 1216                                                                                |
| UN 1859   | 2.3   | Kiseltetrafluorid |
| UN 1860   | 2.1   | Vinylfluorid, stabiliserad                                                                                               |
| UN 1862   | 3     | Etylkrotonat |
| UN 1863   | 3     | Flygfotogen för turbinmotor                                                                                              |
| UN 1865   | 3     | n-Propylnitrat |
| UN 1866   | 3     | Resinlösning, brandfarlig                                                                                                |
| UN 1868   | 4.1   | Dekaboran |
| UN 1869   | 4.1   | Magnesium eller magnesiumlegeringar med mer än 50 % magnesium i pellets, spån eller band                                 |
| UN 1870   | 4.3   | Kaliumborohydrid |
| UN 1871   | 4.1   | Titanhydrid |
| UN 1872   | 5.1   | Blydioxid |
| UN 1873   | 5.1   | Perklorsyra med mellan 50 och 72 vikt-% syra                                                                             |
| UN 1884   | 6.1   | Bariumoxid |
| UN 1885   | 6.1   | Benzidin |
| UN 1886   | 6.1   | Benzylidenklorid |
| UN 1887   | 6.1   | Bromklormetan |
| UN 1888   | 6.1   | Kloroform |
| UN 1889   | 6.1   | Cyanogenbromid (cyanbromid)                                                                                              |
| UN 1891   | 6.1   | Etylbromid |
| UN 1892   | 6.1   | Etyldikloroarsin |
| UN 1894   | 6.1   | Fenylkvicksilverhydroxid                                                                                                 |
| UN 1895   | 6.1   | Fenylkvicksilvernitrat                                                                                                   |
| UN 1897   | 6.1   | Tetrakloretylen |
| UN 1898   | 8     | Acetyljodid |